# Mujer joven sentada ante el virginal
Mujer joven sentada ante el virginal es una pintura generalmente atribuida a Johannes Vermeer, aunque esto ha sido ampliamente cuestionado. Una serie de exámenes técnicos que comenzaron en 1993 y culminaron en 2003, determinaron la autoría de Vermeer. Se cree que data de alrededor de 1670 y ahora forma parte de la Colección Leiden en Nueva York. No debe confundirse con Mujer sentada tocando la espineta en la National Gallery, Londres, también de Vermeer.

## Procedencia y atribución
La procedencia temprana de la pintura no está clara, aunque posiblemente fue propiedad de Pieter van Ruijven en vida de Vermeer y luego heredada por Jacob Dissius. En 1904 era uno de los dos Vermeers propiedad de Alfred Beit; el otro era Una dama escribe una carta con su sirvienta. Permaneció en la familia Beit hasta que se vendió al barón Rolin en 1960. La pintura no fue ampliamente conocida hasta que se describió en el catálogo de la colección Beit publicado en 1904. En las primeras décadas posteriores a 1904 fue ampliamente aceptado como una pintura de Vermeer. Luego, a mediados del siglo XX, cuando Han van Meegeren descubrió que algunos "Vermeers" eran falsificaciones y se pusieron en duda otros, cayó en desgracia.
En 1993, el barón Rolin le pidió a Sotheby's que investigara la pintura. Siguió una serie de exámenes técnicos, que han convencido a la mayoría de los expertos de que se trata de un Vermeer, aunque probablemente uno que fue reelaborado en partes después de la muerte del pintor. Los herederos de Rolin vendieron la pintura a través de Sotheby's en 2004 a Steve Wynn por $30 millones de dólares. Más tarde fue comprado para la Colección Leiden propiedad de Thomas Kaplan. Ha aparecido en varias exposiciones de Vermeer en los últimos años, en Estados Unidos, Gran Bretaña, Japón, Italia y Francia.

## Descripción y evidencia de atribución
La pintura originalmente tenía las mismas dimensiones que La encajera de Vermeer. La evidencia tentativa de que el lienzo se cortó con el mismo tornillo que La encajera, que se recopiló en la década de 1990, se vio reforzada por un estudio posterior más sofisticado. El suelo parece idéntico al utilizado para los dos Vermeers propiedad de la National Gallery de Londres. El examen de rayos X ha revelado evidencia de un agujero de alfiler en el punto de fuga, como lo usa habitualmente Vermeer junto con un hilo para lograr la perspectiva correcta en sus pinturas. Los pigmentos se utilizan en la pintura de una manera típica de Vermeer, sobre todo el caro ultramar como componente en la pared de fondo. El uso de tierra verde en las sombras también es distintivo. El uso de plomo-estaño-amarillo sugiere que la pintura no puede ser una falsificación o imitación de los siglos XIX o XX. El examen de la capa, a menudo citada como la parte más cruda de la pintura, muestra que fue pintada sobre otra prenda después de un tiempo. No se sabe cuánto tiempo duró esta brecha, o si Vermeer fue responsable del repintado.
El peinado se puede fechar en alrededor e 1670 y coincide con el peinado de La encajera, que por otros motivos también suele fecharse en el mismo período. No está claro si la pintura se completó antes o después de la similar pero más ambiciosa Mujer sentada tocando la espineta en la National Gallery de Londres. La pintura no está firmada.

## Crítica e interpretación
Walter Liedtke ha descrito la pintura como una "obra tardía menor" de Vermeer. El esquema de color es típico del trabajo maduro de Vermeer. La "luminosidad y los pasajes finamente modelados" de la falda de la joven recuerdan a la Dama de pie ante un virginal y a menudo se citan como el mejor rasgo de la pintura, en contraste con el manto pintado con menos habilidad que puede ser obra de un artista posterior. El desenfoque de los objetos en primer plano, la calidad de la luz y la atención a la textura de la pared son típicos de Vermeer, mientras que el manejo de las perlas en el cabello de la mujer recuerda los hilos que se derraman del cojín en la La encajera.